# Georges Wenner
Pour les articles homonymes, voir Wenner.
Georges Wenner, né le 17 juin 1819 et mort le 28 janvier 1885, est un facteur d'orgues français, actif durant la seconde moitié du XIXe siècle. Installé à Bordeaux, il a travaillé en Aquitaine et dans tout l'ouest de la France.  

## Biographie
Georges Wenner voit le jour à Bouzonville, en Lorraine, le 17 juin 1819. Sa formation initiale est probablement assurée par les Callinet, de Rouffach en Alsace. En 1833, Georges Wenner entre comme ouvrier chez John Abbey à Paris, puis dans la toute nouvelle maison Daublaine & Callinet, en 1839. Il y reste six années, durant lesquelles il rencontre son futur associé le tuyautier-harmoniste Jean-Jacob Götty, lui-même étant plutôt spécialisé en mécanisme. 
Lorsque Pierre-Alexandre Ducroquet reprend l'entreprise Daublaine & Callinet en 1845, Wenner retourne chez John Abbey, comme simple contremaître. Il y reste jusqu'en 1847. En 1848, Georges Wenner fonde, avec Jean-Jacob Götty, la maison Georges Wenner & J.Götty à Bordeaux. Götty meurt en 1873. Le nom de Gaston Maille commence à apparaître dans les comptes de fabrique en 1870. En 1877, Georges Wenner est nommé Chevalier de l’Ordre Pontifical de Saint-Sylvestre. 
Le 1er janvier 1882, Wenner cède finalement son entreprise à Gaston Maille, son contremaître depuis de nombreuses années. Il met ainsi fin à une carrière bien remplie, puisqu'il avait construit près de cent-quarante instruments. 
Georges Wenner décéda à Bordeaux, le 28 janvier 1885.

## Réalisations
En décembre 1849, le premier instrument neuf sorti de l'atelier Wenner & Götty est inauguré à Bordeaux, dans l'église St-Nicolas-des-Graves. Il s'agit d'un orgue de 22 jeux sur 3 claviers & pédalier (positif intérieur, pédale réduite, récit incomplet). La réception de l'instrument va ouvrir la porte du succès aux deux hommes et vont suivre quantité de commande d'orgues neufs ou de restaurations:
1849
- Bordeaux, Saint Nicolas, construction

1850
- Bordeaux, Saint-Paul, construction,  Classé MH[2] PHOTO

1851
- Bordeaux, Saint Paul, ajout positif de 4 jeux
- Bordeaux, Saint Pierre, construction PHOTO

1852
- Condom, cathédrale Saint Pierre, restauration et agrandissement,  Classé MH[3] PHOTO
- Tartas, Saint Jacques, construction,  Classé MH[4] PHOTO
- Verdelais, basilique Notre-Dame, construction
- Bordeaux, Saint-Seurin, orgue de chœur

1853
- Bordeaux, Saint Eloi, construction  PHOTO

1854
- Bordeaux, Saint Martial, construction
- Bordeaux, Saint Nicolas, orgue de chœur

1855
- Bordeaux, basilique St Seurin, reconstruction dans le buffet des sieurs Micot,  Classé MH[5] PHOTO

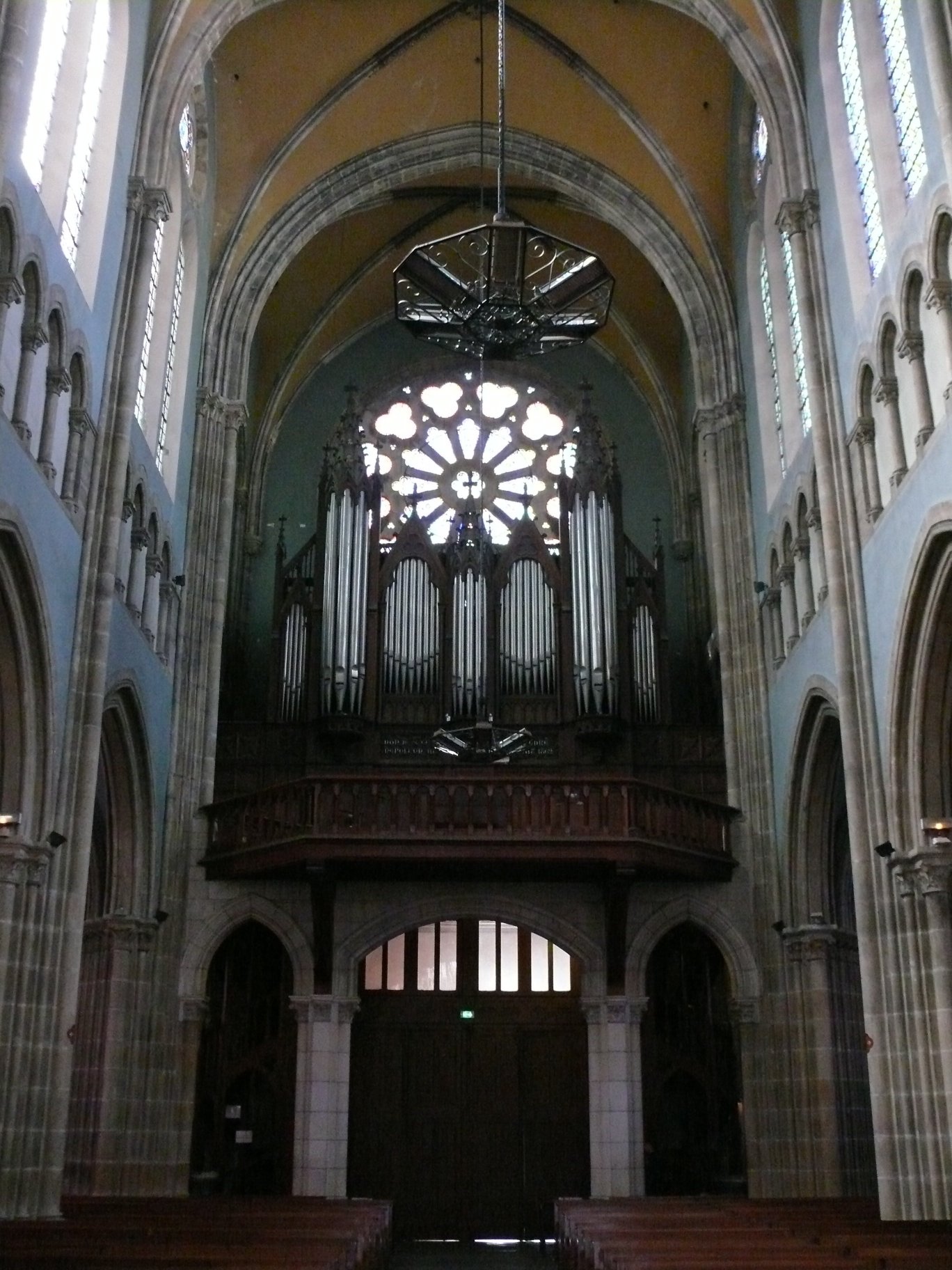
Bayonne, église Saint-André

- Libourne, Saint Jean-Baptiste, orgue de chœur
- Macau, Notre-Dame, construction

1859
- Libourne, Saint Jean-Baptiste, construction
- Tulle, cathédrale Notre-Dame, restauration avec modifications

1860
- Bordeaux, Saint-Bruno, construction
- Bourg-sur-Gironde, Saint-Géronce, construction
- Portets, Saint-Vincent, construction

1861
- Bordeaux, Notre-Dame, restauration

1862
- Bordeaux, Saint-Amand de Caudéran, construction

1863
- Arcachon, Notre-Dame, construction
- Bayonne, Saint-André, construction,  Classé MH[6] PHOTO

1864
- Preignac, Saint-Vincent, construction

1866
- Bordeaux, ancienne abbatiale Sainte Croix, orgue de chœur  PHOTO

1867
- Bordeaux, Saint-Ferdinand, construction  PHOTO
- Bordeaux, collège Tivoli, construction

1869
- Lescar, Notre-Dame-de-l'Assomption, reconstruction,  Classé MH[7]

1871
- Pau, Saint-Martin, construction

1872

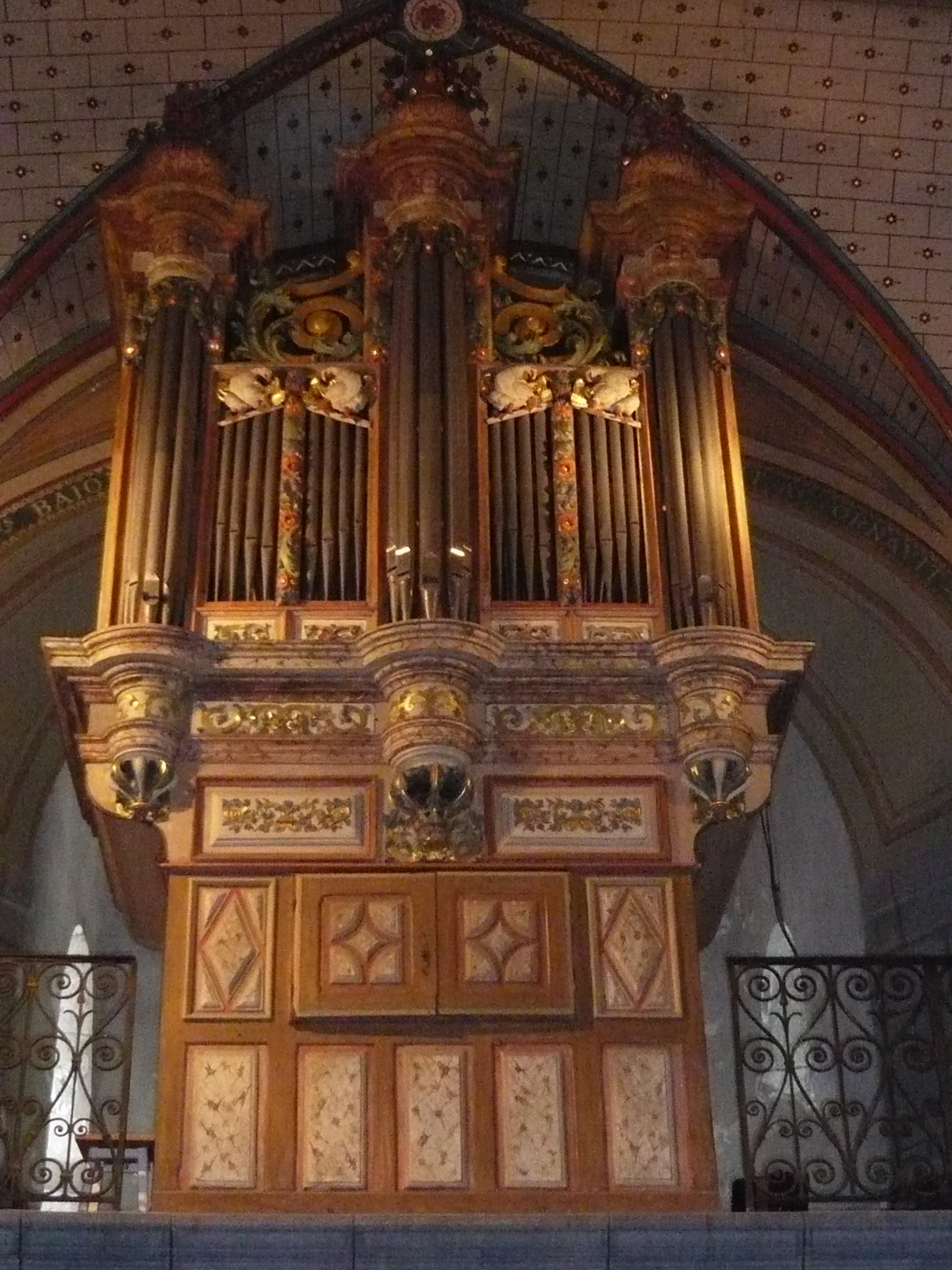
Buffet de l'orgue de l'abbatiale N.D. à Sarrance

- Arcachon, Saint-Ferdinand, construction
- Saint-Jean-d'Angély, abbatiale St-Jean-Baptiste, restauration,  Classé MH[8] PHOTO
- Sarrance, abbatiale Notre-Dame, reconstruction,  Classé MH[9]

1873
- Bordeaux, primatiale St André, orgue de chœur

1874
- Saintes, Saint-Vivien, construction,  Classé MH[10]
- Saint-Jean-de-Luz, Saint-Jean-Baptiste, reconstruction,  Classé MH[11], reconstruit par Robert Chauvin 1980  PHOTO

1875
- Rochefort-sur-Mer, Notre-Dame, construction

1876
- Nogent-le-Rotrou, Eure-et-Loir : construction, puis installation en 1907 dans l'église Saint-Hilaire de Nogent-le-Rotrou[12]

1877
- Bazas, cathédrale Saint-Jean-Baptiste, construction
- Bordeaux, primatiale Saint-André, Récit symphonique du grand-orgue et ajouts  PHOTO
- Bordeaux, Sainte-Croix, modifications orgue de chœur
- Bordeaux, Notre Dame, orgue de chœur

1879
- Limoges, Saint-Pierre-du-Queyroix, construction

1880
- Bordeaux, Sainte Croix, restauration
- Bordeaux, Saint Louis des Chartrons, construction,  Classé MH[13] PHOTO
- Bordeaux, basilique St Michel, orgue de chœur
- Léognan, Saint Martin, construction
- Montmorillon, Saint-Martial, construction, état d'origine,  Classé MH[14]

1881
- Lesparre-Médoc, Notre-Dame de l'Assomption, construction, monté par son successeur Gaston Maille en 1882 pour l'Exposition de Bordeaux.
- Poitiers, Saint-Hilaire, construction, terminé par son successeur Gaston Maille en 1884.  Classé MH [15]

## Sources
- Orgues en Aquitaine, tomes 1, 2, ADAMA, chez Édisud,  (ISBN 2-85744-329-3),  (ISBN 2-85744-361-7)
- Orgues du Limousin, ASSECARM Limousin, Édisud 1993
- Orgues en Poitou-Charentes, ARDIAMC, chez Édisud,  (ISBN 2-85744-474-5)